# Lochmaddy Sheriff Court

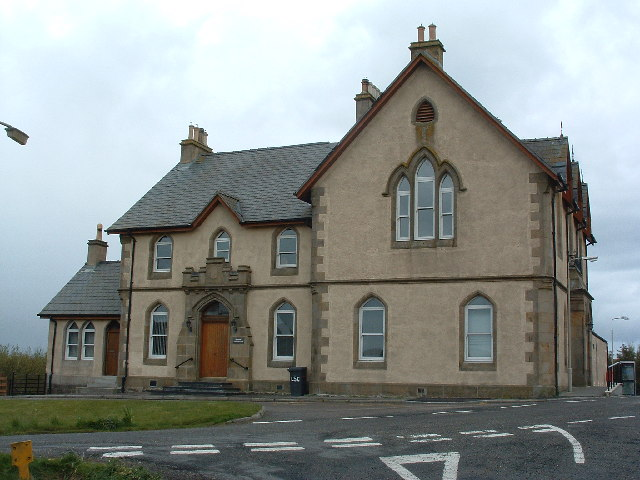
Lochmaddy Sheriff Court

Der Lochmaddy Sheriff Court ist ein Verwaltungsgebäude auf der schottischen Hebrideninsel North Uist. 1985 wurde das Gebäude in die schottischen Denkmallisten zunächst in der Kategorie B aufgenommen. Die Herabstufung in die Kategorie C erfolgte 2015.

## Geschichte
Der Lochmaddy Sheriff Court wurde 1875 nach einem Plan des in Inverness ansässigen schottischen Architekten William Lawrie errichtet. 1892 wurden Ross & MacBeth mit der Ergänzung eines Anbaus an der Nordwestseite betraut. Sowohl Lawrie als auch Ross & MacBeth führten in denselben Zeiträumen auch Arbeiten am nebenliegenden Justizgebäude von Lochmaddy durch.
Das Gebäude diente als Verwaltungsgebäude. Es beherbergte sowohl die Inselpolizei, den Sitz des Sheriffs, des Faktors und der Bank und diente auch als administrativer Sitz. Ferner diente es möglicherweise als Drill Hall.

## Beschreibung
Der zweigeschossige Sheriff Court steht im Zentrum von Lochmaddy, dem Hauptort der Insel. Das Gebäude besitzt einen L-förmigen Grundriss. Stilistisch weist es sowohl neogotische Merkmale als auch solche des Italianate Styles auf. Sämtliche Gebäudeöffnungen schließen mit Tudorbögen und sind teils bekrönt. Beide Schenkel des Ls sind jeweils drei Achsen weit mit mittig eingelassenen Portalen. An beiden Schenkeln setzen sich kurze, eingeschossige Anbauten fort. In den Südostgiebel ist ein Drillingsfenster eingelassen. Ein durchgängiges Gurtgesims gliedert die verputzten Fassaden mit farblich abgesetzten Ecksteinen und Natursteineinfassungen horizontal. Die Südostfassade ist mit einer, die Nordostfassade mit drei Lukarnen ausgeführt. Die abschließenden Satteldächer sind schiefergedeckt.